# Gaudentius Köck

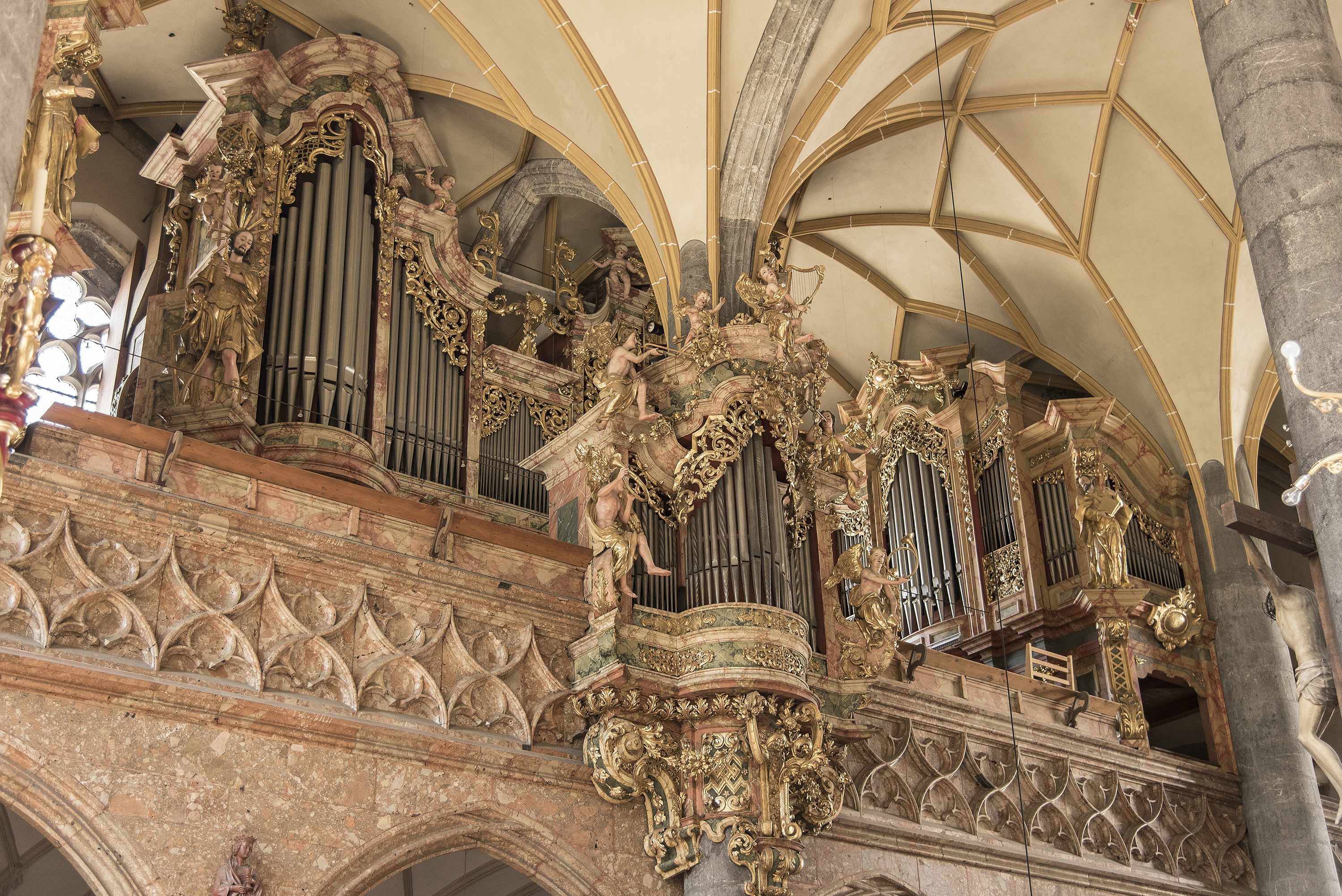
Orgelgehäuse der Pfarrkirche Maria Himmelfahrt

Gaudentius (Hans Jacob) Köck (* 11. Mai 1691 in Brixen; †  18. März 1744 in Freiburg im Breisgau) war ein österreichischer Orgelbauer.

## Leben
Hans Jacob Köck erlernte das Orgelbauerhandwerk im väterlichen Betrieb von Jacob Köck. Er trat dann wie sein Onkel Johannes (Marinus) Köck in den Franziskanerorden ein und nahm als Ordensnamen den Namen „Gaudentius“ an. Als Laienbruder im franziskanischen Orden wirkte er vor allem in den franziskanischen Kirchen. Beim Bau der Orgel in Schwaz half insbesondere auch Joseph Jesenko mit, der später einen Orgelbaubetrieb in Slowenien begründete.

## Werkliste
| Jahr      | Ort           | Gebäude                       | Bild | Manuale | Register | Bemerkungen                                                          |
| --------- | ------------- | ----------------------------- | ---- | ------- | -------- | -------------------------------------------------------------------- |
| 1720      | Hall in Tirol | Klarissenkirche               |      |         |          |                                                                      |
| 1735      | Schwaz        | Pfarrkirche Maria Himmelfahrt |      |         |          | Mittelteil des Gehäuses erhalten, seit 1897 Orgel von Franz Reinisch |
| 1736–1738 | Neustift      | Kloster Neustift              |      |         |          |                                                                      |